# Phyllolobium lineariaurifer
Phyllolobium lineariaurifer là một loài thực vật có hoa trong họ Đậu. Loài này được (P.C. Li) M.L. Zhang & Podl. mô tả khoa học đầu tiên năm 2006.